# جيم كولينز (لاعب كرة قدم أمريكية)
جيم كولينز (بالإنجليزية: Jim Collins) هو لاعب كرة قدم أمريكية أمريكي، ولد في 11 يونيو 1958 في أورانج ‏ في الولايات المتحدة.

## وصلات خارجية
- جيم كولينز على موقع مرجع كرة القدم المحترفة.كوم (الإنجليزية)
- جيم كولينز على موقع كلية كرة القدم في سبورتس رفرنس.كوم (الإنجليزية)